# Волконский, Андрей Михайлович (воевода)
Князь Андре́й Миха́йлович Волко́нский  (? — 1668) — воевода и стольник во времена правления Михаила Фёдоровича и Алексея Михайловича.
Рюрикович, представитель 2-й ветви княжеского рода Волконских. Единственный сын кн. Михаила Фёдоровича Волконского.

## Биография
Стольник патриарха Филарета (1629). Пожалован в московские дворяне и стольники (1636-1668). Воевода в Венёве от нашествия крымского хана, указано ему быть в сходе с князем Шаховским в Туле (1651). Отправлен из Венёва во Владимир и Суздаль для осмотра дворян и детей боярских (03 ноября 1653-1654). За службу получил придачу к поместному окладу 200 четвертей (1655). Служил воеводой в Брянске (с конца 1655). Выехал из Москвы для сопровождения князя Фёдора Фёдоровича Волконского в Вильно на съезд послов (07 мая 1658). Когда переговоры сорвались и начались боевые действия, то участвовал в них, за что получил придачу в 120 четвертей. Состоял в качестве первого дворянина в посольстве в Борисов на переговоры с литовцами (1660). Местничал с Яковом Ивановичем Вельяминовым (1662). Отправленный сказывать новый чин к князю И.И. Лобанову-Ростовскому, у Государевой руки справлялся, не будет ли "порухи" его чести и хотя ответа не получил всё равно ездил (1662). Отправился вторым воеводою плавной рати в Казань для усмирения башкирцев, ходил в Уфу и под Мензелинск (1662), где получил ранение от удара копьём в голову, от чего оглох на левое ухо. Отправился обратно из Казани в Москву (13 марта 1665). Воевода в Уфе (1663). Послан в Брянск осадным воеводой (1666-1668).
Помещик и вотчинник Московского уезда.
Умер († весна 1668).
В Боярской книге (1640) под именем Андрея Михайловича Волконского написано: «В 1641 г., 22 октября, родовая вотчина кн. Григория Константиновича Волконского в Тульском уезде отдана была кн. Андрею, внучатому племяннику Григория Константиновича Волконского.»
Вотчина князя Андрея Михайловича Волконского в Перемышльском уезде Тарбеевском стане в сельце Курниках и пустоши Микулиной была отдана 29 июня 7193 г (1685) его дочери, вдове княгине Аграфене княж Андреевой жене Козловского.

## Семья
Жена: Мавра Фёдоровна урождённая княжна Морткина — дочь князя Фёдора Ивановича и Ульяны Морткиных, которые дали в приданое поместье в Коломенском уезде.
Сын:
- Князь Михаил Андреевич Волконский — воевода и окольничий.